# 彭偉新
彭偉新（英語：Castor Pang Wai Sun，1972年4月15日—），香港著名股評家，於多份報章雜誌任財經專欄作家及電視台財經節目任嘉賓主持。
彭偉新早年分別在1984年及1989年畢業於筲箕灣崇真學校下午校和香港中國婦女會中學。於香港浸會大學取得應用經濟學學士學位及財務學哲學碩士學位後，自1997年起曾於恆豐證券、御泰證券、新鴻基金融及信達國際擔任證券分析工作。2011年5月任職京華山一國際研究部主管至2022年8月。
同時為投資課程講師，曾於1998-2009年為香港公開大學擔任多個財務學學士課程 ，及財務學MBA課程的導師。於2005年至2008年期間，為香港公開大學編寫及更新多份財務學課程的教材。自2009年起，擔任多個由本地教育機構所舉辦的投資學課程的講師，推動技術分析及資金流分析的使用。著作有《42個股市攻守錦囊》。

## 專欄撰稿
《am730》、《頭條日報》和《雅虎財經》

## 節目主持
- 無綫電視翡翠台《交易現場》
- 無綫電視財經資訊台《智富360°》
- ViuTV 99台 《智富通》
- now財經台 《醒晨推介》、《財經TOP SEARCH》及《午間股評》

## 著作
《42個股市攻守錦囊》，匯智出版社，2004年，ISBN：962-8780-43-3

## 外部連結
- am730 投資專欄: 彭偉新 （页面存档备份，存于）
- 頭條日報 開工前落盤 / 頭條名家本周心水 （页面存档备份，存于）
- YAHOO!財經 股市新談－彭偉新 （页面存档备份，存于）
- now 財經  醒晨推介/財經TOP SEARCH/午間股評 （页面存档备份，存于）